# Władcy Tesaloniki

## Królowie Tesaloniki(1204-1224)

### Dynastia Aleramitów
- Bonifacy z Montferratu (1204–1207)
- Demetriusz (1207–1224) 
  - Herbert de Briandette - regent (1207–1209)
  - Eustachy flandryjski - regent (1209–1216)
  - Berthold II von Katzenelnbogen - regent (po 1217)
  - Guy Pallavicini - regent (1221-1224)

1224 podbite przez władcę Epiru

## Cesarze Tesaloniki(1227-1242)
- Teodor Angelos Dukas Komnen (1227–1230)
- Manuel Angelos Dukas Komnen (1230–1237)
- Jan Angelos Dukas Komnen (1237–1242)

## Despoci Tesaloniki
- Jan Angelos Dukas Komnen (1242–1244)
- Demetriusz Angelos (1244–1246)

1246-1376 - do Bizancjum

## Dalsi władcy Tessaloniki
- Teodor I Paleolog (1376-1382)
- Manuel Paleolog (1382-1387)

1376-1403 do Turcji
- Jan Paleolog (1403-1408)
- Andronik Paleolog (1408-1423)

1423-1430 do Wenecji, od 1430 do Turcji

## Tytularni królowie Tesaloniki (1224-1320)
- Demetriusz (1224–1230)
- Fryderyk II Hohenstauf (1230-1252)
- Bonifacy II z Montferratu (1239-1240)
- Wilhelm VII z Montferratu (1253-1284) (przekazał swoje prawa Andronikowi II Paleologowi)
- Jolanta z Montferratu - regentka
- Hugo IV (książę Burgundii) (1266-1271) (kontrpretendent)
- Robert II (książę Burgundii) (1273-1305) (do 1284 kontrpretendent)
- Hugo V (książę Burgundii) (1305-1313)
- Ludwik Burgundzki (książę Achai) (1313-1316)
- Odo IV (książę Burgundii) (1316–1320) (sprzedał swoje prawa w 1320)